# Stéphan Martens
Stéphan Baziel Martens (nascido em 15 de dezembro de 1931) é um ex-ciclista belga. Competiu como representante de seu país nos Jogos Olímpicos de Verão de 1952 na corrida de velocidade.